# عباسقلی عرب شیبانی
عباسقلی عرب شیبانی (۱۲۸۵ شیراز - ۱۳۷۴) از مالکان فارس، افسر ارتش و نماینده مجلس شورای ملی بود.
پدرش میرزا امیر سلیم از سران عشایر فارس بود. در دانشکده افسری تحصیل و وارد خدمت ارتش شد و تا درجه سرگردی پیش رفت. سپس به بانک ملی منتقل و رئیس کارپردازی شد. در انتخابات دوره پانزدهم مجلس شورای ملی در سال ۱۳۲۶ به نمایندگی فسا به مجلس راه یافت.
عرب شیبانی در دوره بعد (شانزدهم) نیز نماینده فسا بود. در دوره هفدهم فسا نماینده نداشت و او بار دیگر در دوره هجدهم به نمایندگی فسا انتخاب شد. در همین دوره از سوی مجلس به عضویت هیئت نظارت بر بانک ملی و چاپ اسکناس انتخاب و پس از نمایندگی، مشاور بانک ملی شد. گاهی در تهران بود و گاهی در شیراز به کشاورزی و رسیدگی به املاک خود می‌پرداخت.